# Pierre Lantier
Pierre Lantier (* 30. April 1910 in Marseille; † 4. April 1998 in Ollioules) war ein französischer Komponist und Musikpädagoge.
Lantier studierte am Conservatoire de Paris bei Henri Busser, André Bloch, Georges Caussade und Philippe Gaubert und gewann 1937 den Second Grand Prix de Rome. Er wirkte am Conservatoire de Paris und an der École normale de musique als Professor für Harmonielehre. Auf ihn geht der internationale Interpretationswettbewerb Concours Pierre-Lantier zurück. Lantier war mit der Komponistin Paule Maurice verheiratet.
Neben einem 1969 entstandenen Requiem komponierte Lantier vorwiegend kammermusikalische Werke, darunter eine Sicilienne für Altsaxophon und Klavier.
| Personendaten    | Personendaten           |
| ---------------- | ----------------------- |
| NAME             | Lantier, Pierre         |
| KURZBESCHREIBUNG | französischer Komponist |
| GEBURTSDATUM     | 30. April 1910          |
| GEBURTSORT       | Marseille               |
| STERBEDATUM      | 4. April 1998           |
| STERBEORT        | Ollioules               |